# Playa del Inglés
Pour les articles homonymes, voir Inglés.
Une plage au nom similaire est située à Valle Gran Rey.
Playa del Inglés (en français Plage de l'Anglais) est une station balnéaire située dans la municipalité de San Bartolomé de Tirajana, à l'extrémité sud de l'île de Grande Canarie dans l'archipel des îles Canaries en Espagne, entre les dunes de Maspalomas et la Playa Punta de San Agustin.

## Description
Il s'agit de la plus importante station touristique de la Grande Canarie où grands complexes hôteliers, appartements, bars, restaurants et centres commerciaux se succèdent. Sa construction a commencé au début des années 1960.

## Centres commerciaux
Playa del Inglés possède une douzaine de grands centres commerciaux. Du nord au sud , on trouve les centres commerciaux Nilo, Eurocenter, Jardin del Sol, Gran Chapparal, Piramide, Kasbah, Plaza de Maspalomas, Metro, Yumbo, La Sandia, Anexo 2 et Cita.

## Panoramiques

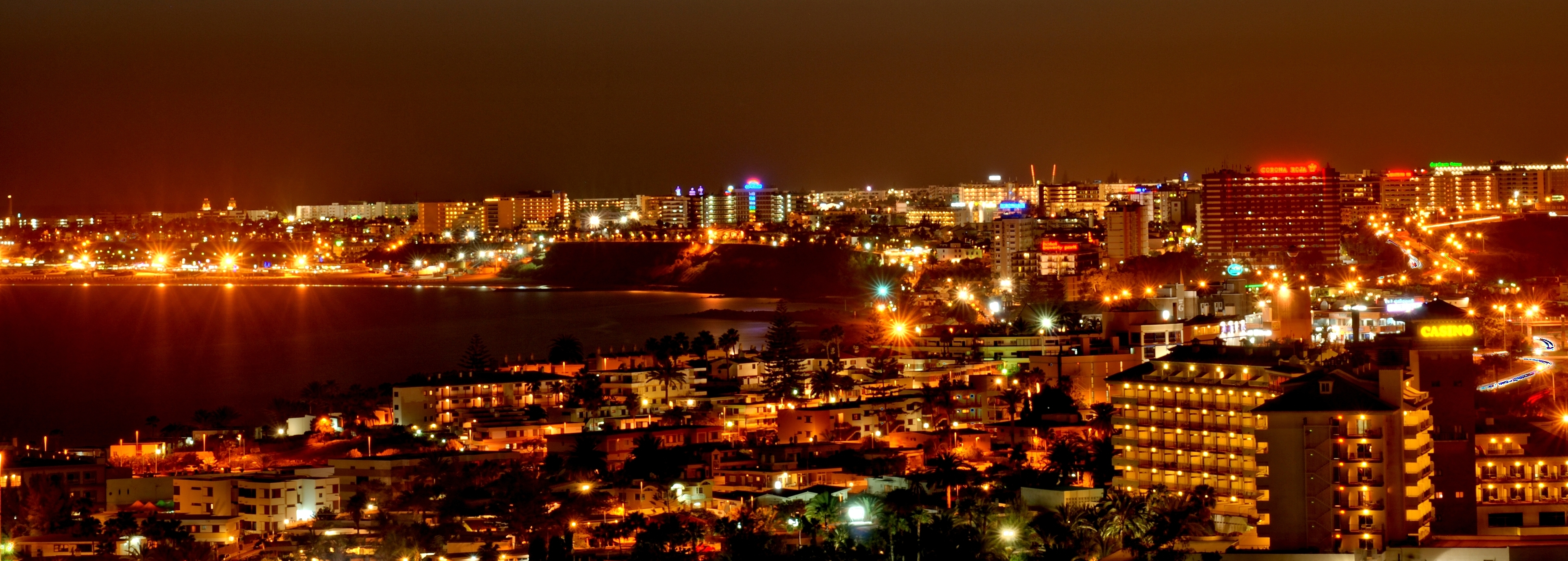
La nuit à Playa del Inglés
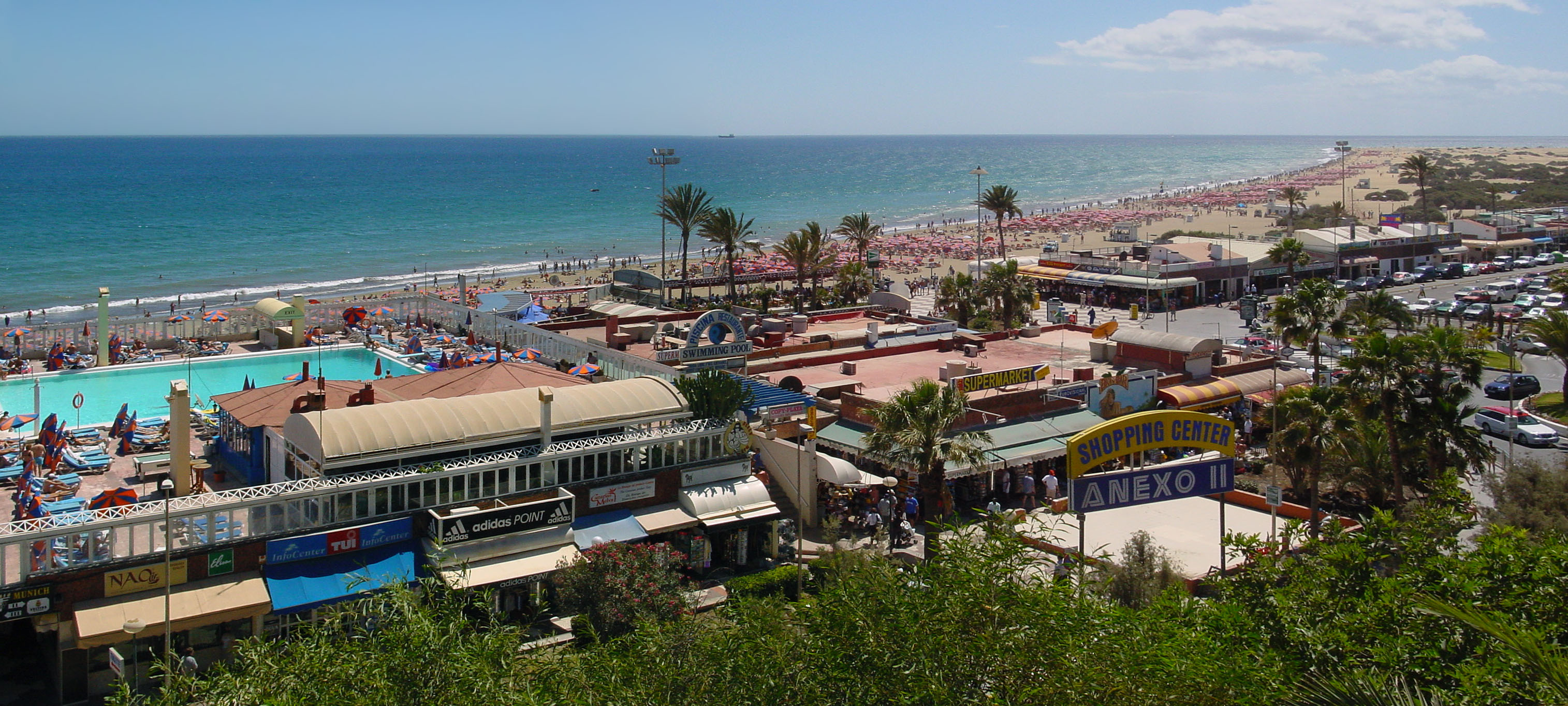
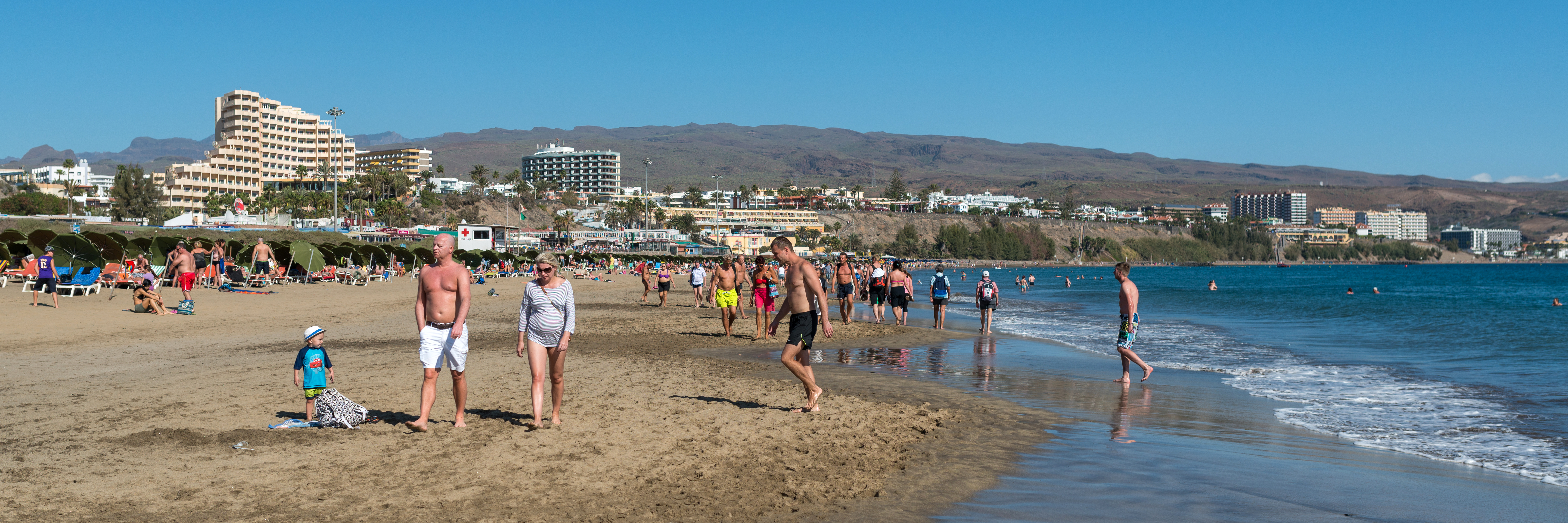